# 서전원부인
서전원부인(西殿院夫人, 생몰년 미상)는 고려의 초대 왕 태조 왕건의 제21비이다.

## 생애
《고려사》에서 서전원부인에 대한 기록은 그 출신이 기록되지 않았다는 내용뿐이다. 태조 왕건의 29명의 왕비들 중 성씨와 가계, 출신지 등을 모두 알 수 없는 경우는 서전원부인이 유일하다. 현대의 일부 학자들은 이러한 사실을 두고, 서전원부인이 왕실 내에서 차지하는 위치가 그다지 높지 못했음을 의미하는 것으로 해석하기도 한다. 또 적어도 태조의 후비들 중 한 부류인 신라 출신은 아닐 것으로 짐작하는 견해가 있다.
앞서 언급했듯이 서전원부인에 대한 기록은 사실상 전무하여, 그녀의 자세한 생애는 물론이고 생몰년이나 능지 등도 전혀 알 수 없다. 호는 서전원부인(西殿院夫人)이다. 남편 태조와의 사이에서 자녀는 없었다.

## 가족 관계
- 남편 : 제1대 태조(太祖, 877~943 재위: 918~943)
- 후비 : 서전원부인